# Перо Тунгуз
Перо Тунгуз (Сливља, 1840 — Трстеник, 1919) био је хајдучки харамбаша и један од вођа у српским устанцима у Херцеговини. Пред крај живота пријавио се као добровољац у Првом свјетском рату и активно учествовао у пробоју Солунског фронта.

## Биографија
Перо Тунгуз је рођен 1840. године у Сливљима од оца Лазара, трговца и мајке Марије, домаћице, у породици поријеклом из Пиве. Веома млад одлази у хајдуке гдје се брзо истиче храброшћу па ускоро заснива своју чету.

### Припреме и почетак устанка
Током 1874. и у првом дијелу 1875. заједно с осталим херцеговачким главарима и хајдучким харамбашама учествовао је у припремама устанка. Средином 1875. његова чета је на Вјетреном код Залома убила невесињског кадију Салиха Коркута, а потом и гатачког барјактара Ибрицу Ковачевића на Херцеговом врелу у Фојници. Ово је разљутило локалне муслимане и турске главаре који су се брутално осветили. Порта је да би смирила немире у Херцеговину послала комисију која је нудила уступке и самоуправу. Заузврат су тражили да Невесињци протјерају Пера Тунгуза и његову чету са своје територије. Књаз Никола је препоручио Невесињцима да прихвате понуђено. Под оваквим притиском Тунгуз је обећао да ће добровољно повући чету у Доњу Херцеговину, али се, чим су се његови пратиоци повукли, предомислио и вратио се на Удрежње. Исту ноћ, са 4. на 5. јул је поставио засједу на Ћетној пољани у Бишини. Наредног јутра, око 9 часова, наишао је турски караван из Мостара са залихама за војску у Невесињу. Хајдуци су напали караван и убивши неколико Турака заплијенили њихов товар. На повратку ка Удрежњу су се сукобили и са турском патролом која је ишла у сусрет каравану. Овај догађај се често сматра почетком херцеговачког устанака против турске власти – Невесињске пушке.
Перо Тунгуз је током читавог устанка често предводио самосталне нападе на турске караване и утврђења, ријетко поштујући мишљења осталих вођа.

### Аустроугарска окупација и нови устанак
Након што је Аустроугарска на Берлинском конгресу добила право да окупира Босну и Херцеговину, Перо Тунгуз се са већим дијелом своје чете ставио у њихову службу као дио пандурског корпуса. Након што су и младићи из БиХ укључени у регрутацију Херцеговци су почели нови устанак. Перова бунтовна и родољубива природа није издржала па се прикључио устанку без обзира на позиве књаза да Херцеговци мирују. Тунгуз се са својим пандурима налазио у станици у Улогу која је прва нападнута 11. јануара 1882. Помажући устаницима „изнутра“ успио је да приволи посаду на предају. Након овога се Тунгуз активно укључио у устанак и постао један од његових вођа.
Овај устанак, у коме је равноправно учествовао српски и муслимански живаљ, је званично угушен 22. априла 1882, а вође устанка су пребјегле у Црну Гору гдје су похапшени и интернирани.

### Позне године
Ни у позним годинама није мировао па је, иако је већ имао преко 70 година, као добровољац отишао у Први свјетски рат, преживио повлачење преко Албаније и на крају учествовао у пробоју Солунског фронта. Након тога је једно вријеме живио у Никшићу па у Трстенику гдје је и умро 1919. Кости су му накнадно пренесене у Невесиње. Гроб Пере Тунгуза се налази у порти цркве Светог Василија Острошког у Улогу, општина Калиновик.

## Галерија
- Опис фотографије:
Сердар Перо Л. Тунгуз (1840-1919), српски хајдучки (невесињски) харамбаша.
- Перо Тунгуз (1847-1919)